# 단데뤼드시

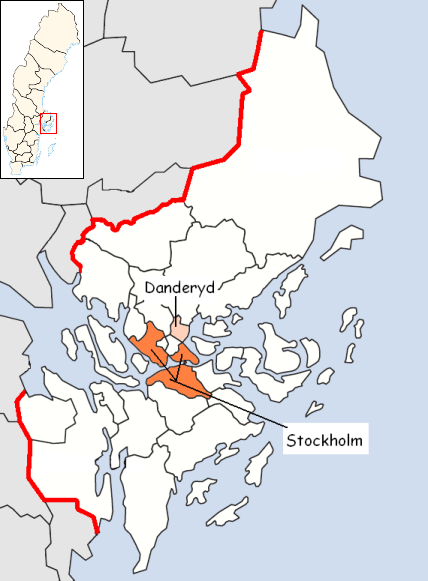
단데뤼드 시의 위치

단데뤼드시(스웨덴어: Danderyds kommun)는 스웨덴 스톡홀름주에 위치한 지방 자치체로, 면적은 32.58km2, 인구는 31,171명(2010년 기준), 인구 밀도는 960명/km2이다. 스웨덴에서 면적이 가장 작은 지방 자치체 가운데 한 곳이다.

시 문장